# Gotō
Gotō (jap. 五島列島 Gotō-rettō) – grupa japońskich wysp o łącznej powierzchni 689 km² na Morzu Wschodniochińskim u zachodnich wybrzeży wyspy Kiusiu. Wyspy mają dobrze rozwiniętą linię brzegową, ich wnętrze ma charakter górzysto-pagórkowaty. Najwyższą wysokość 460 m n.p.m. ma Tete-ga-take na wyspie Fukue.
Największe wyspy to: Fukue-jima (福江島; 326 km²), Nakadōri-jima (中通島; 168 km²), Hisaka-jima (久賀島), Naru-shima (奈留島), Wakamatsu-jima (若松島). Zamieszkuje je około 50 tys. mieszkańców.

## Mnisi
Wyspy Gotō były przystankiem dla podróżujących w dawnych czasach do Chin. Między innymi zatrzymywali się tu mnisi: Kūkai (774–835), pośmiertnie zwany Kōbō Daishi, i Saichō (766–822; Dengyō Daishi), jedne z najbardziej znanych postaci w historii Japonii. Pierwszy z nich wprowadził do Japonii sektę buddyjską Shingon, a drugi sektę Tendai.

## Chrześcijaństwo
Wyspy są także znane ze swojej historii związanej z chrześcijaństwem. Ze względu na oddalenie, były jednym z kilku obszarów w zachodniej Japonii, gdzie "ukryci chrześcijanie" osiedlali się podczas prześladowań i kontynuowali praktykowanie swojej wiary w tajemnicy przez ponad dwa stulecia.
W 1873 roku zakaz został zniesiony i dziś jest wiele kościołów rozproszonych po wyspach. Cztery z nich zostały wpisane na listę światowego dziedzictwa UNESCO w lecie 2018 roku jako Dziedzictwo „ukrytych chrześcijan” w regionie Nagasaki.

## Galeria

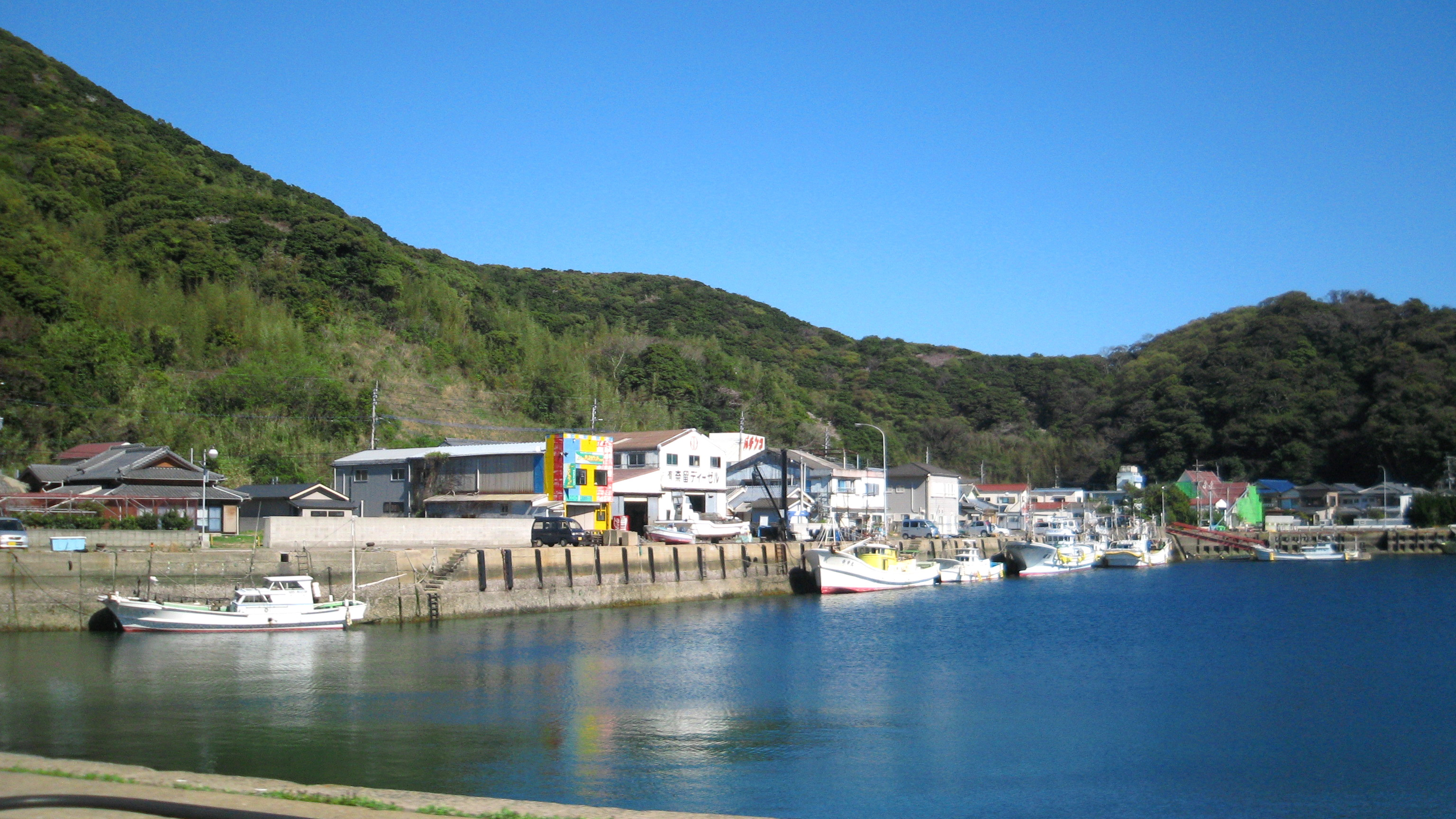
Wyspa Naru
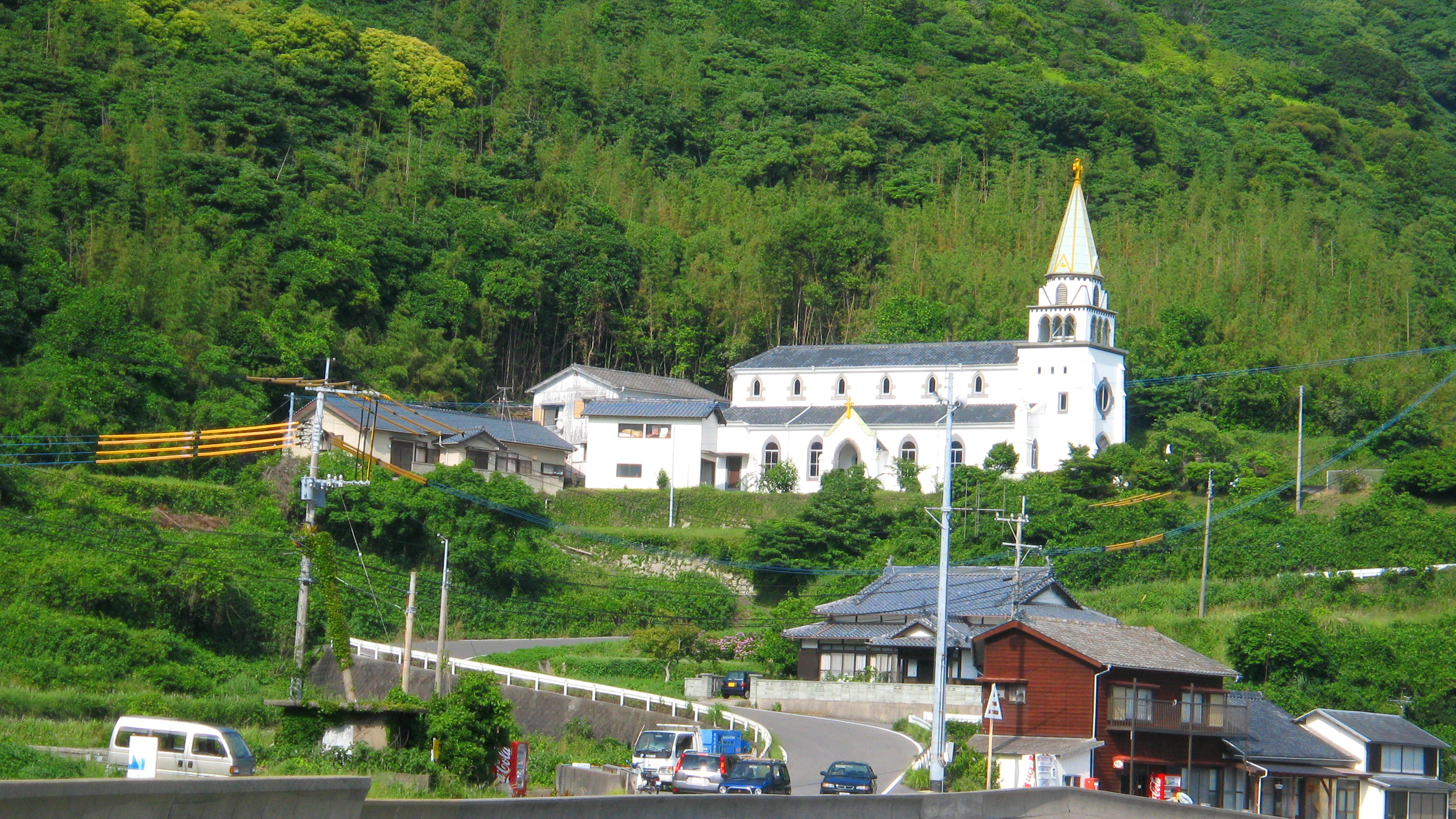
Wyspa Hisaka, kościół katolicki
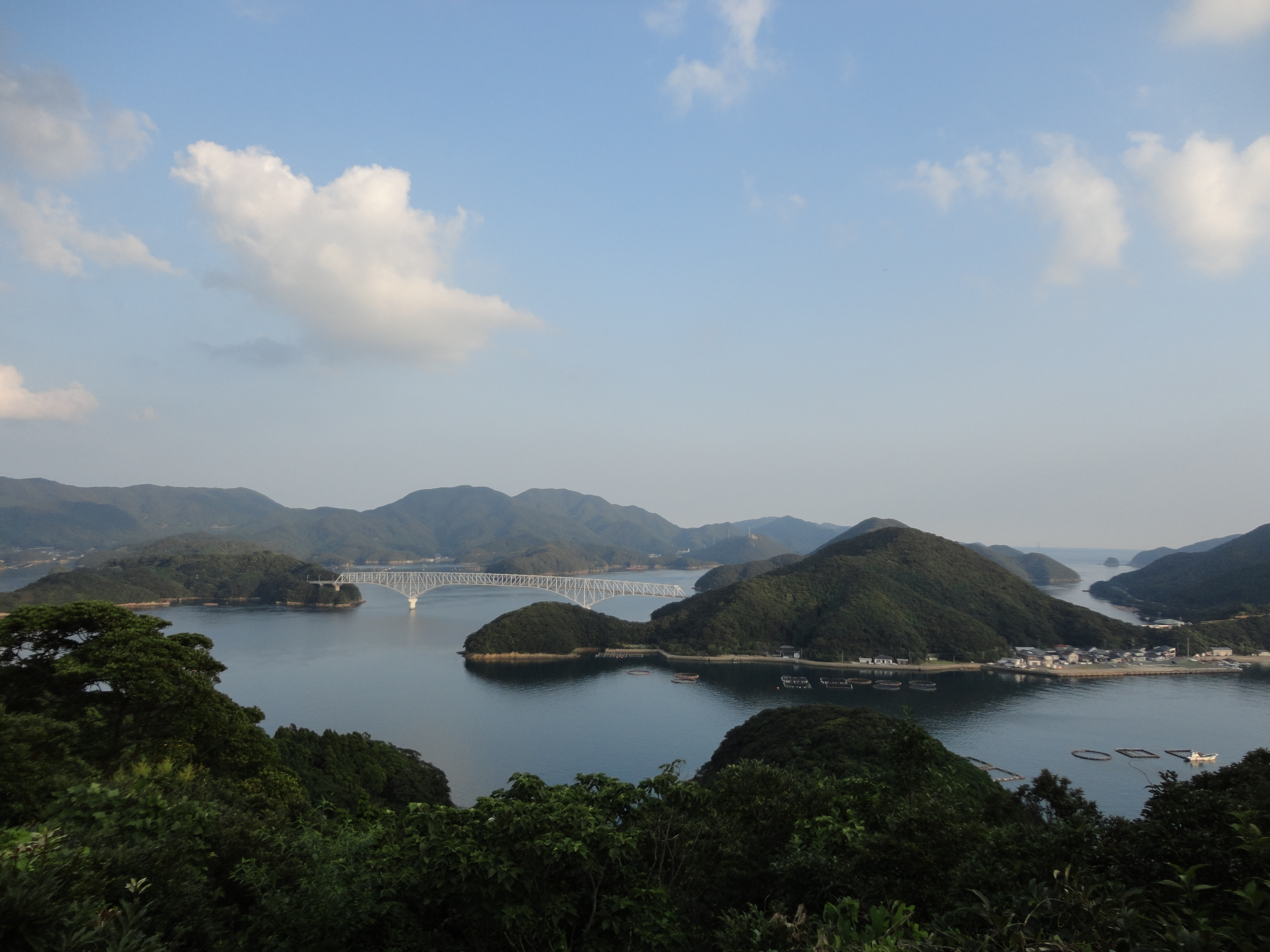
Most Wakamatsu łączy wyspy: Kaminaka (po lewej) i Wakamatsu (po prawej), w głębi południowy kraniec wyspy Nakadōri
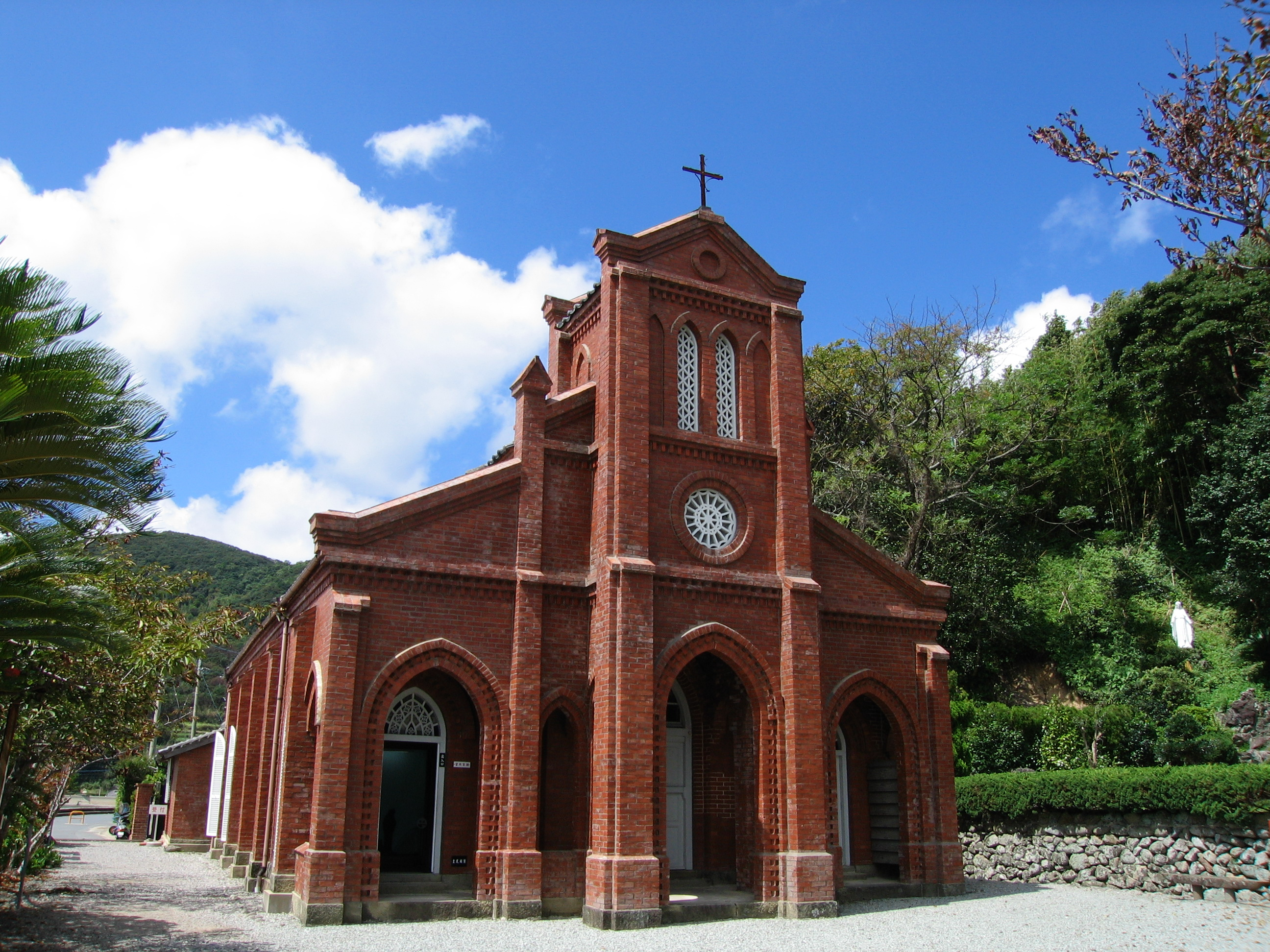
Kościół Dōzaki na wyspie Fukue
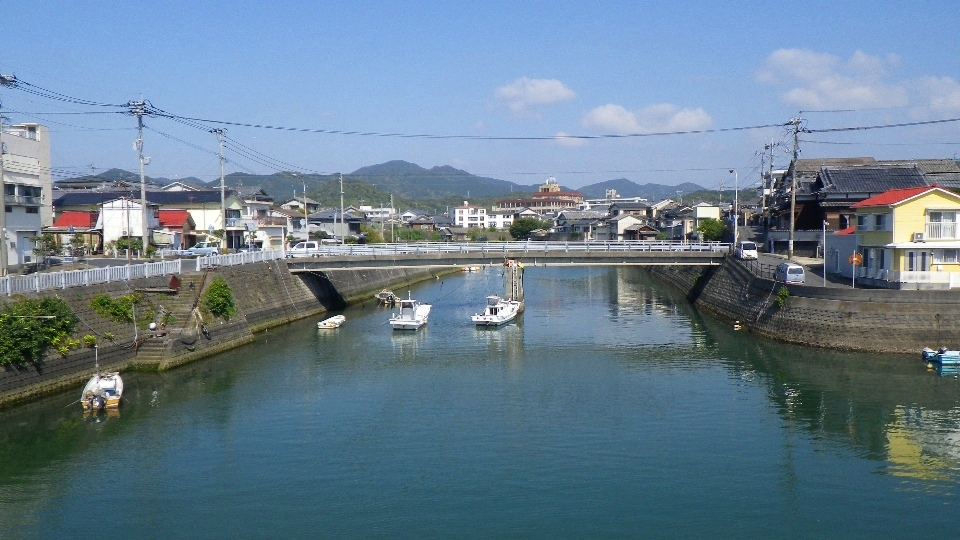
Ujście rzeki Fukue
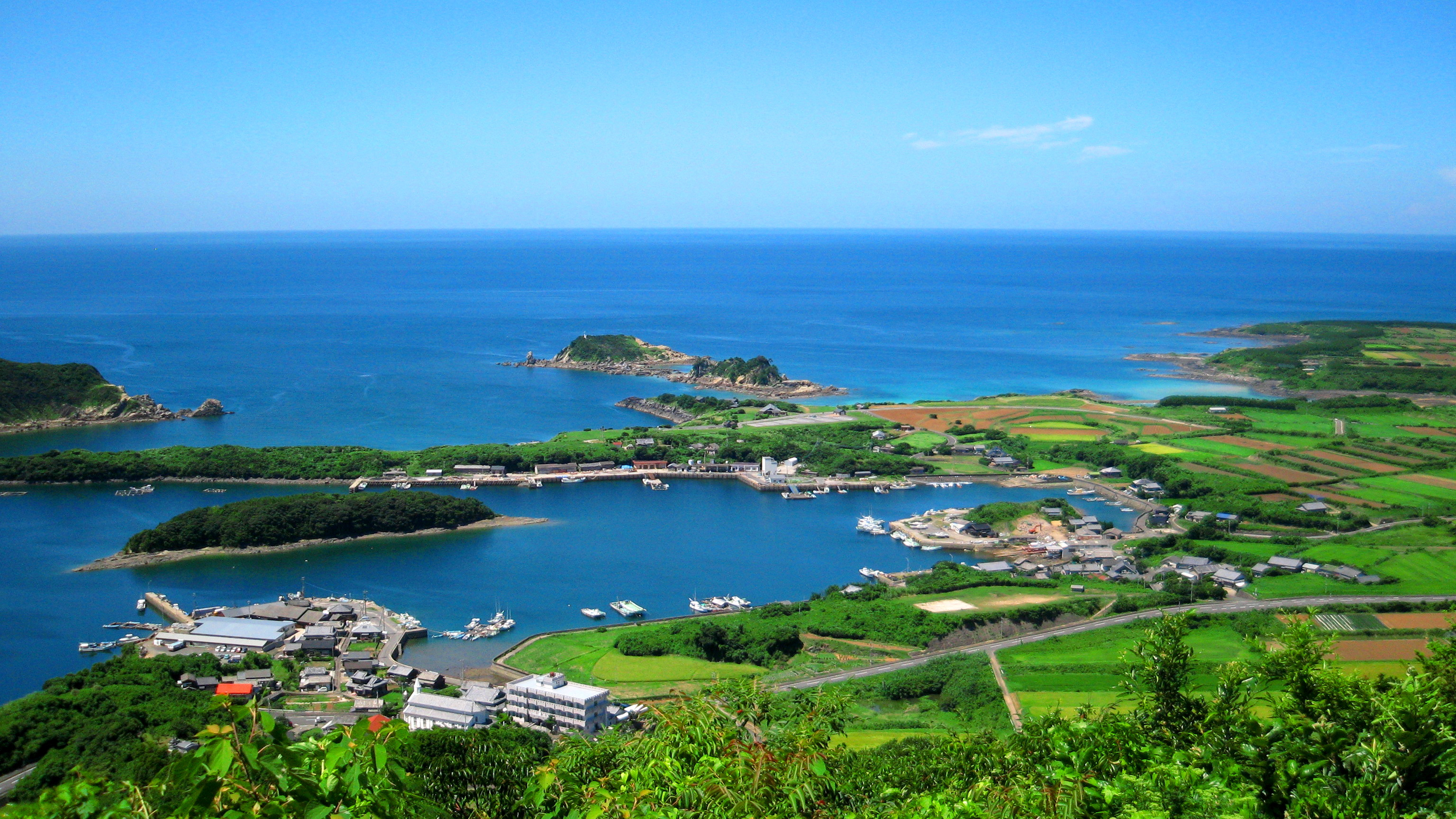
Park Gyōgasaki na północnym wybrzeżu wyspy Fukue